# Abdul Challik
Abdul Challik (ur. ?, zm. 2 października 1938) – przywódca arabskiego powstania w Palestynie (1936–1939).
Podczas arabskiego powstania w Mandacie Palestyny (1936–1939) Abdul Challik objął dowództwo nad powstańcami w rejonie Nazaretu w Galilei. Atakując brytyjskie siły policyjne oraz żydowskie osady rolnicze spowodował ogromne zniszczenia w całej okolicy. Brytyjczycy przez długi czas usiłowali go aresztować, dopiero 2 października 1938 zdołali okrążyć jego oddział. Challik zginął próbując wyprowadzić swoich ludzi w bezpieczne miejsce.